# Abrocoma vaccarum
Abrocoma vaccarum là một loài động vật có vú trong họ Abrocomidae, bộ Gặm nhấm. Loài này được Thomas mô tả năm 1921.
Loài này chỉ có ở Argentina, được cho rằng sống trên các bề mặt vách đá và ở độ cao 1.880 m trên mực nước biển.